# Montebelluna
Montebelluna (en vénitien : Montebełuna ; en allemand : Bellunerberg) est une ville italienne d'environ 31 200 habitants située dans la province de Trévise dans la région Vénétie, dans le nord-est de l'Italie.
La commune de Montebelluna comprend les hameaux suivants :La Pieve, Mercato Vecchio, Biadene, Pederiva, Caonada, Guarda, San Gaetano, Sant'Andrea, Busta, Contea, Posmon.
Les communes limitrophes de Montebelluna sont les suivantes :
Altivole, Caerano di San Marco, Cornuda, Crocetta del Montello, Trevignano, Vedelago, Volpago del Montello.

## Géographie
Le territoire de Montebelluna est en grande partie plat, avec des altitudes allant de 69 m au sud de San Gaetano à 144 m au nord de Pederiva. Le paysage est également caractérisé par la présence de deux collines, dont l'extrémité ouest de Montello (où l'altitude maximale est de 343 m) et la plus modeste Capo di Monte (ou Montebelluna Alta, ou encore la colline de Mercato Vecchio, 199 m). Entre les deux reliefs passe un couloir naturel (le long duquel passe la Feltrina), autrefois le lit originel de la Piave.
La zone est naturellement pauvre en cours d'eau mais l'approvisionnement en eau a été assuré, depuis l'Antiquité, par un système de canaux artificiels dérivant de la Piave. Ce sont notamment le Canale del Bosco et le Canale di Caerano, branches de la Brentella di Pederobba.

## Histoire

### Préhistoire et Antiquité
L'occupation du site est attestée dès le Paléolithique. Des traces de l'âge du bronze ont été découvertes au lieu-dit Capo di Monte.
À partir du VIIe siècle av. J.-C., Montebelluna est un centre important des Vénètes. Sa situation au débouché du Piave dans la plaine lui offrait une position stratégique entre la plaine littorale et les vallées alpines. De riches nécropoles (tombes à incinération datant du VIIe au IVe siècle av. J.-C.) ont été découvertes près de S. Maria in Colle et de Posmon. On a retrouvé dans la nécropole de Montebelluna plusieurs objets en tôle de bronze décorés au repoussé avec finitions gravées au burin : une ciste portant une scène de labour et surtout cinq disques votifs représentant une déesse à la clef.
À l'époque romaine, le site est dans la dépendance du municipe d'Acelum (Asolo).

### Le vingtième siècle
Comme mentionné, la position centrale de la zone dans la circulation des biens et des personnes s'est poursuivie et renforcée lors de la transition vers la Commune moderne des périodes napoléonienne et autrichienne. Cette vocation désormais consolidée sera à l'origine des premières formes de fabrication et de commercialisation de la chaussure, une activité qui, bien que présente dès le Moyen Âge, ne s'est affirmée de manière décisive que dans la seconde moitié du XIXe siècle (des dix cordonniers de 1808 au 36 des années trente, au 55 de 1873 pour arriver au 200 du début du XXe siècle.
Le déplacement du marché (1872) et la naissance conséquente du centre urbain marquent le passage à la modernité, donnant à la ville ses traits encore reconnaissables (grandes places, immeubles). Montebelluna compte alors 7 100 habitants qui, en 1885, passeront à 9 008 pour dépasser les 10 000 au début des années 1900. Toujours dans les années 1860, 150 élèves sont inscrits dans l'enseignement primaire, passant à 900 au début du vingtième siècle.

## Économie
Au début du vingtième siècle s'installent les premières moyennes entreprises industrielles et déjà en 1904 la commune de Montebelluna occupe la quatrième place de la Province pour la capacité installée. La rapidité du développement est également confirmée par le fait que, toujours en 1885, la seule activité non agricole de quelque importance était les sept filatures de cocons qui employaient 140 femmes. L'industrialisation du début des années 1900 comprend donc la filature Cotonifici Trevigiani, le Cascamificio Bas (plus tard Filatura del Piave), les usines de via Piave pour la production de superphosphates, de sulfates de cuivre et d'acide sulfurique, les usines textiles de Biadene et Pederiva , l'industrie alimentaire (les usines de pâtes de Biadene, le moulin "Cerere") et s'étend progressivement au travail du bois et surtout au développement du secteur de la chaussure, qui deviendra le moteur du développement industriel local au cours du siècle.
La croissance économique s'accompagne des premières formes associatives : notamment la Société populaire d'entraide, fondée en 1870 par une classe dirigeante éclairée et responsable. De buts initiaux et habituels d'assistance aux ouvriers et aux artisans, la société ouvrière s'est peu à peu transformée en moteur de civilisation et d'initiative culturelle. Il favorisa l'inscription des affiliés à la caisse nationale de sécurité sociale, la création en 1901 d'une école de dessin appliquée aux arts et métiers, la promotion de la bibliothèque ambulante "Antonio Fogazzaro" en 1911, l'école technique en 1920. Dans ce contexte , la création, en 1897, de la Société pour la construction et la gestion d'un théâtre social doit certainement être rappelée.
Un pays vital donc, comme en témoigne, au moins en partie, le célèbre rapport économique et moral de 1909 dans lequel les conséquences des premiers établissements industriels et le développement commercial continu de la ville centré sur le volant mercantile sont rapportés avec emphase .
Aujourd'hui, la ville est le siège de l'entreprise internationale de chaussure et de prêt-à-porter Geox fondée en 1995 par Mario Moretti Polegato.

## Culture

### Instruction

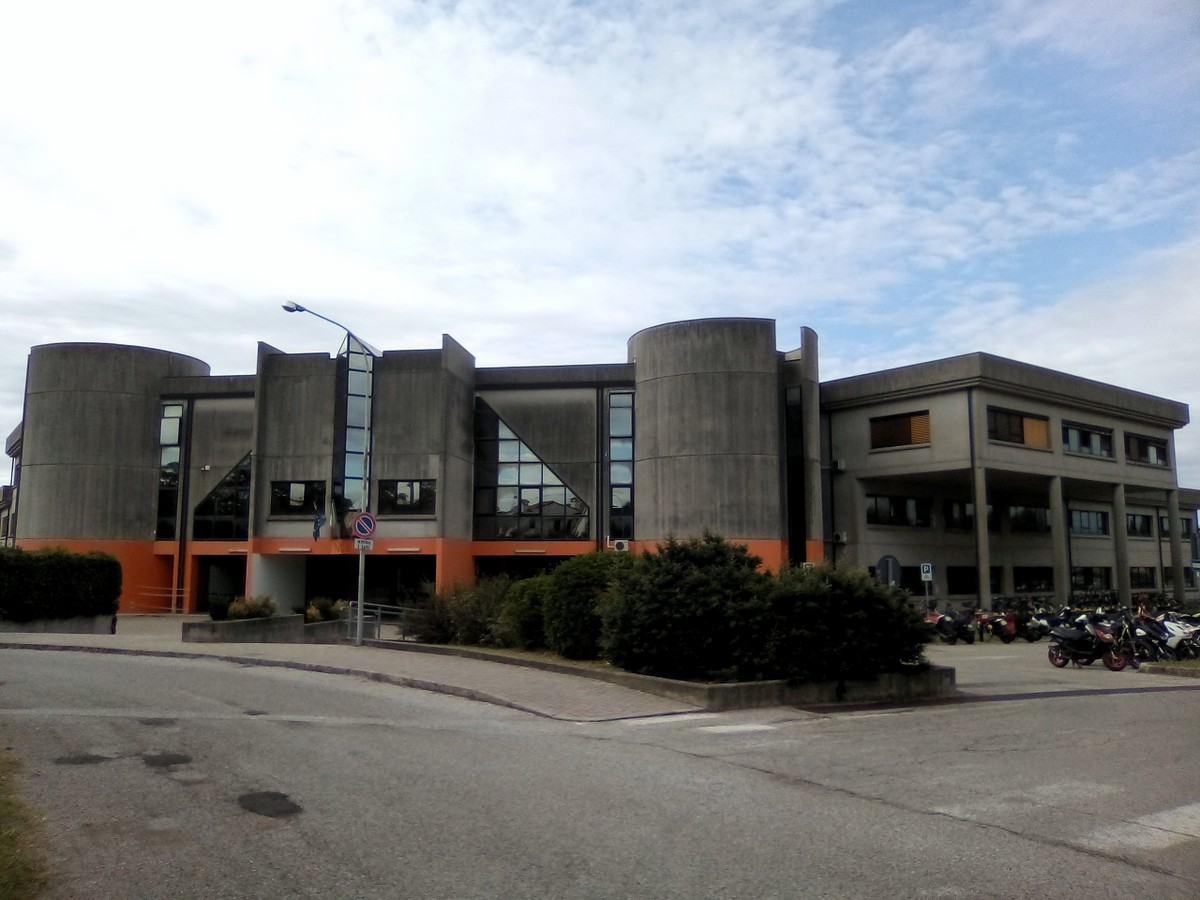
IIS Einaudi Scarpa

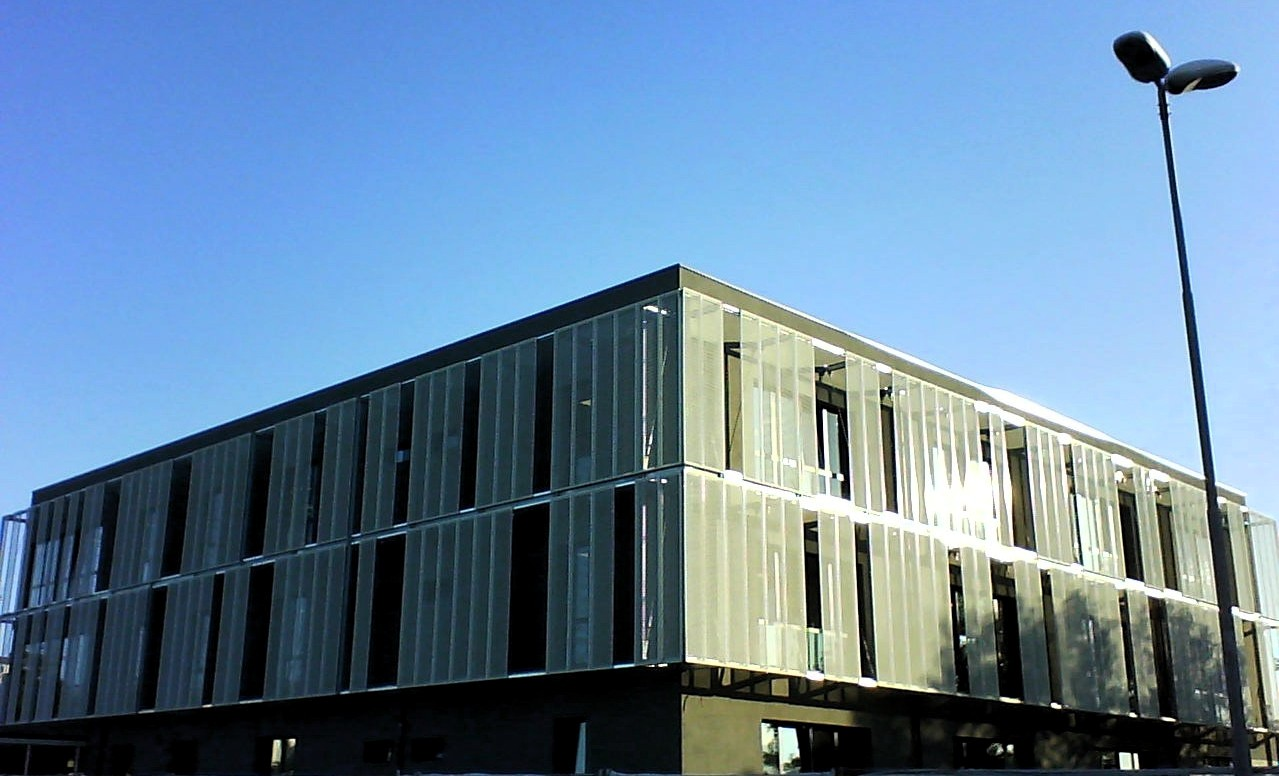
Nouveau siège professionnel IIS Einaudi Scarpa

Dans la commune, il existe de nombreuses écoles maternelles, primaires et secondaires. Les lycées d'une certaine importance pour la ville sont l'Institut d'enseignement supérieur Primo Levi (ancien lycée et lycée scientifique), le lycée public "Angela Veronese" avec les quatre adresses qui le caractérisent : sciences humaines, linguistique, économique- social et artistique, l'Institut d'enseignement supérieur Einaudi-Scarpa, qui abrite les filières technologiques, économiques et professionnelles. L'Institut agricole de Castelfranco Veneto (I.S.I.S.S. "D. Sartor") gère également la siège détaché de San Gaetano di Montebelluna depuis les années 90,.
Le nouveau bâtiment à côté du Palazzetto O. Frassetto  qui abrite les Instituts Einaudi-Scarpa et Maffioli de Montebelluna est divisé en deux parties de hauteurs différentes, de deux et trois étages respectivement, dispose de deux grands patios intérieurs et abrite des espaces pour les salles de classe, laboratoires, bureaux administratifs et toilettes.

### Lieux et monuments
- La bibliothèque municipale[8]

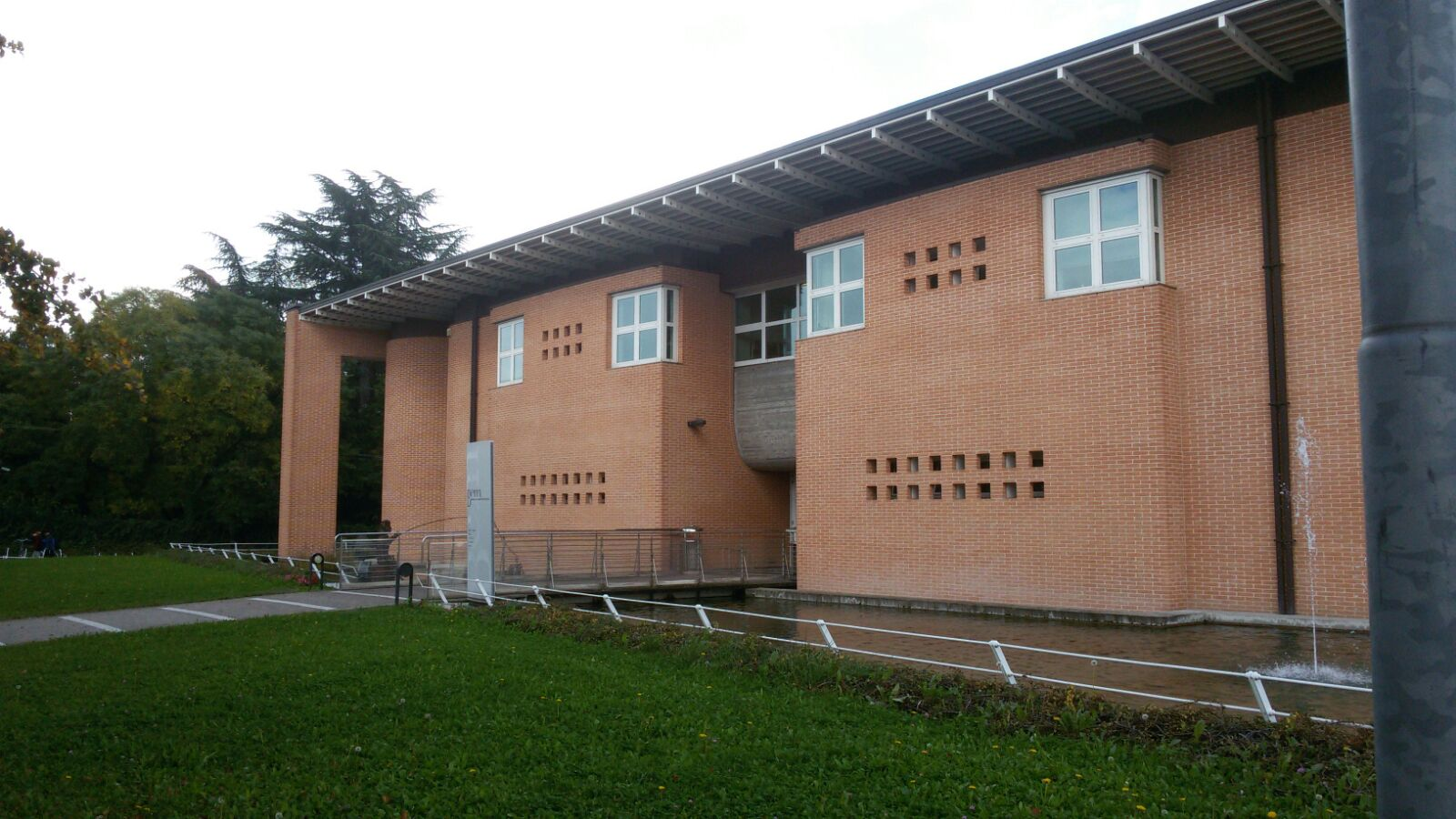
Bibliothèque municipale

- Musée d'histoire naturelle et d'archéologie de Montebelluna, musée municipal créé en 1984 et installé dans la Villa Biagi et dans la barchessa (sorte de grange-étable typique de l'architecture de la villa veneta) qui en dépendait, édifice du XVIe siècle agrandi et aménagé au XIXe siècle par l'avocat Biagi[9]
- Musée des bottes et des chaussures de sport, à la Villa Zuccareda Binetti[10]
- Théâtre "Roberto Binotto", à Villa Correr Pisani à Biadene
- MEVE - Mémorial Vénétien de la Grande Guerre, à Villa Correr Pisani[11].

### Évolution démographique

#### Étrangers
Au 31 décembre 2022, la commune comptait 3 804 étrangers, soit 12,2 % de la population. Vous trouverez ci-dessous les plus grands groupes:
- Chine 1 199
- Roumanie 616
- Maroc 372
- Albanie 355
- Ukraine 221
- Kosovo 170
- Macédoine du Nord 127
- Moldavie 94
- Nigéria 69
- Brésil 51

## Administration

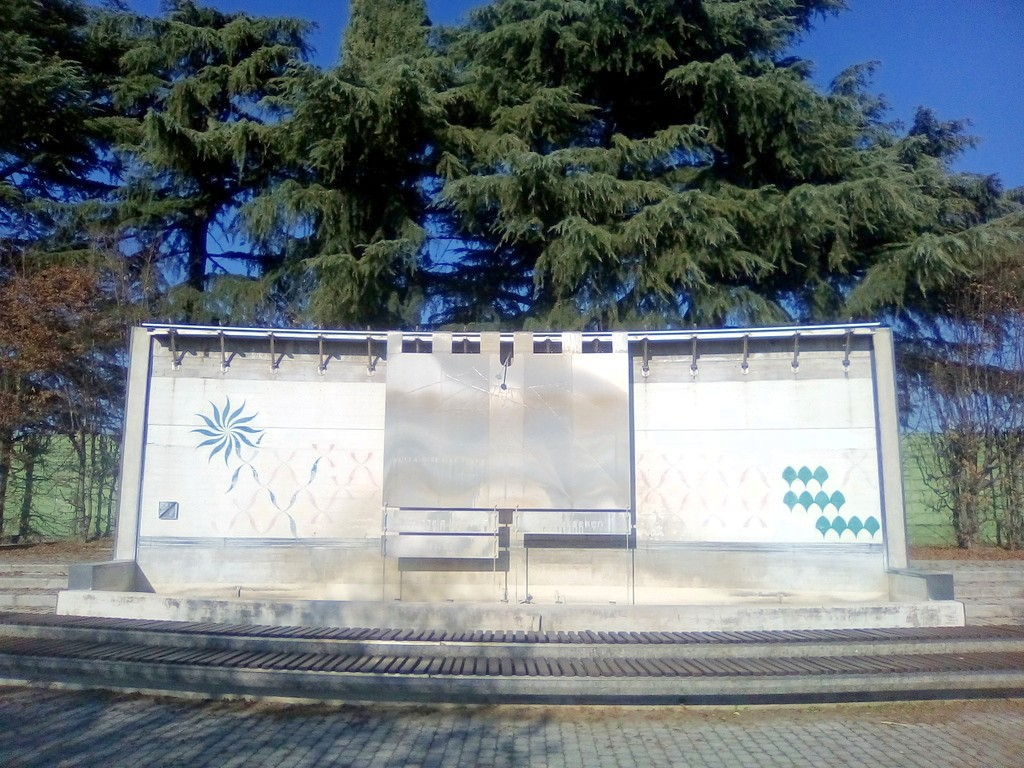
Fontaine de la place Dammarie-les-Lys

| Période                                  | Période  | Identité         | Étiquette                                                | Qualité |
| ---------------------------------------- | -------- | ---------------- | -------------------------------------------------------- | ------- |
| 4 octobre 2021                           | En cours | Adalberto Bordin | Lega Nord- Fratelli d'Italia - Lista Grande Montebelluna | Maire   |
| Les données manquantes sont à compléter. |          |                  |                                                          |         |

### Jumelages
- Dammarie-lès-Lys (France) depuis 1986
- Oberkochen (Allemagne) depuis 1992
- Tata (Hongrie) depuis 2000

## Personnalités liées à la commune
- Luca Badoer (1971 - ), pilote automobile, né dans la commune
- Aldo Serena (1960-), footballeur, né dans la commune
- Lino Lacedelli (1925-2009), alpiniste, citoyen d'honneur depuis 2005
- Mario Rigoni Stern (1921-2008), écrivain, citoyen d'honneur depuis 2005
- Gino Strada (1948-2021), chirurgien, citoyen d'honneur depuis 2003[14]